# Sasa scytophylla
Sasa scytophylla är en gräsart som beskrevs av Gen-Iti Koidzumi. Sasa scytophylla ingår i släktet sasabambu, och familjen gräs. Inga underarter finns listade i Catalogue of Life.